# Roll Martínez
Rolando Martínez, conocido artísticamente como Roll Martínez. Es un cantante, músico y guitarrista filipino, nacido el 2 de diciembre de 1984. El también es voaclista de la agrupación Hale junto a Champ Lui Pio. Él se integró a dicha agrupación el 2004 junto a los demás integrantes aparte de Champ Lui, también con Sheldon Gellada y Omnie Saroca, ambos instrumentistas en el bajo y la persecución.

## Discografía

### Con Hale
- 2005 – Hale
- 2006 – Twilight
- 2008 – Above, Over And Beyond
- 2009 – Kundiman
- 2010 – TBA

- Datos: Q6111292